# 모화천
모화천(毛火川)은 경상북도 경주시 외동읍 모화리의 봉서산에서 발원하여 남동류 모화초등학교를 거쳐 남류하다가 태화강의 지류인 동천(동천강 본류)으로 흘러드는 강이다.